# Grieks braille
Grieks braille is het alfabet voor het braille in het Grieks. In het Grieks wordt ernaar verwezen met Κώδικας Μπράιγ (Kṓdikas Mpráig), vertaald "braillecode". Het Griekse braille wordt gebruikt voor het schrijven van zowel Oudgrieks als Nieuwgrieks.
Het volgt het unified international braille dat de conventie is voor de meeste braillealfabetten in de wereld. Hierdoor stemmen de toewijzingen van de karakters overeen met andere braillesystemen, zoals Frans braille, Arabisch braille, Russisch braille en meer.

## Overzicht

### Letters
| Letter  | Α | Β | Γ | Δ | Ε | Ζ | Η | Θ | Ι | Κ | Λ | Μ |
| ------- | - | - | - | - | - | - | - | - | - | - | - | - |
| Braille |   |   |   |   |   |   |   |   |   |   |   |   |
| Letter  | Ν | Ξ | Ο | Π | Ρ | Σ | Τ | Υ | Φ | Χ | Ψ | Ω |
| Braille |   |   |   |   |   |   |   |   |   |   |   |   |

### Interpunctie
| Interpunctie | Punt                 | Middenpunt              | Komma    | ; (?)    | Afbreekteken | Liggend streepje | Liggend streepje | Haakjes | Haakjes     |
| ------------ | -------------------- | ----------------------- | -------- | -------- | ------------ | ---------------- | ---------------- | ------- | ----------- |
| Braille      |                      |                         |          |          |              |                  |                  |         |             |
| Interpunctie | Aanhalingsteken open | Aanhalingsteken sluiten | Asterisk | Asterisk | Hoofdletter  | Grieks           | Engels           | Engels  | Poëzieregel |
| Braille      |                      |                         |          |          |              |                  |                  |         |             |

### Polytone klinkers
De polytone klinkers worden alleen gebruikt in het Oudgrieks, terwijl deze braillepatronen een andere toewijzing kennen in het Nieuwgrieks.
| Letter  | ά | ὰ | ᾶ | έ | ὲ | ή | ὴ | ῆ | ό | ὸ |   |
| ------- | - | - | - | - | - | - | - | - | - | - | - |
| Braille |   |   |   |   |   |   |   |   |   |   |   |
| Letter  | ί | ὶ | ῖ | ϊ | ύ | ὺ | ῦ | ϋ | ώ | ὼ | ῶ |
| Braille |   |   |   |   |   |   |   |   |   |   |   |

### Diakritische tekens
| Diakriet | ͺ (iota subscript) | ᾿ (spiritus asper/dasia) | ῾ (spiritus lenis/psili) | lange klinker | korte klinker | hoofdklemtoon | tweede klemtoon |
| Braille  |                    |                          |                          |               |               |               |                 |

Psili (het zachte ademhalingsteken) wordt alleen toegepast in het braille voor Oudgrieks.

### Verouderde letters
|         | Digamma/Stigma | Digamma/Stigma | Qoppa | Qoppa | Sampi | Sampi |
| Letter  | Ϝ / Ϛ          | Ϝ / Ϛ          | Ϟ / Ϙ | Ϟ / Ϙ | Ϡ / Ͳ | Ϡ / Ͳ |
| Braille |                |                |       |       |       |       |

### Nieuwgriekse tweeklanken
Een tweeklank (diftong) wordt in het braille van het Oudgrieks in zijn geheel gespeld. Daarentegen worden de braillepatronen voor Nieuwgriekse tweeklanken gebruikt voor geaccentueerde (polytone) klinkers in klassieke teksten.
| Diftong | αι | ει | οι | υι | αυ | ευ | ηυ | ου |
| ------- | -- | -- | -- | -- | -- | -- | -- | -- |
| Braille |    |    |    |    |    |    |    |    |